# بیرزتد
بیرزتد (به انگلیسی: Bearsted) یک روستا و محله مدنی در بریتانیا است که در میدستون واقع شده‌است. بیرزتد ۸٬۰۱۰ نفر جمعیت دارد.